# 七十一 (乾隆進士)
七十一（?—?），尼玛查氏，字椿园，故又称椿园七十一、长白椿园氏等。满洲正蓝旗人。清朝政治人物。

## 生平
乾隆十二年丁卯科举人，十九年（1754年）甲戌科进士。乾隆二十六年，授河南武陟县知县。乾隆二十八年（1773年）任甘肃镇迪道（治所在迪化，即今乌鲁木齐），居西域十余年。回京后，任职刑部。乾隆五十年（1785年）前后卒。
著有《西域闻见录》，书成于乾隆四十二年（1777年），具有重要的史料价值，以至有“后之谈西域者，以此书为据”之誉。